# Jean Vallée
Jean Vallée, nome verdadeiro Paul Goeders (Verviers, 2 de outubro de 1939 — Clermont-sur-Berwinne, 12 de março de 2014) foi um cantor belga de língua francesa.

## Biografia
Em 1967 representou a Bélgica no Festival do Rio onde Jacques Brel era membro do júri. Em 1970 representou a Bélgica no Festival Eurovisão da Canção 1970 onde interpretou o tema "Viens l'oublier" (Vem esquecê-lo) tendo terminado em 8º lugar. Oito anos depois voltaria participar pela Bélgica na Eurovisão no Festival Eurovisão da Canção 1978 em segundo lugar, atrás apenas da canção israelita.
Jean Vallée foi ordenado cavaleiro pelo rei da Bélgica Alberto II em 1999.